# 萨特泰纳帕尔莱
萨特泰纳帕尔莱（Sattenapalle），是印度安得拉邦Guntur县的一个城镇。总人口51350（2001年）。

## 人口
该地2001年总人口51350人，其中男性25617人，女性25733人；0—6岁人口6234人，其中男3186人，女3048人；识字率60.32%，其中男性为68.50%，女性为52.18%。